# Coppa Italia 2020-2021 (turni eliminatori)
I turni eliminatori della Coppa Italia 2020-2021 si sono disputati tra il 22 settembre e il 26 novembre 2020. Hanno partecipato a questa prima fase della competizione 70 club suddivisi in 12 di Serie A, 20 di Serie B, 29 di Serie C e 9 di Serie D; 8 di essi si sono qualificati alla fase finale, composta da 16 squadre.

## Date
| Fase              | Turno    | Data                   |                        |
| ----------------- | -------- | ---------------------- | ---------------------- |
| Turni eliminatori | 1º turno | 22-23 settembre 2020   | 22-23 settembre 2020   |
| Turni eliminatori | 2º turno | 29-30 settembre 2020   | 29-30 settembre 2020   |
| Turni eliminatori | 3º turno | 27-28 ottobre 2020     | 27-28 ottobre 2020     |
| Turni eliminatori | 4º turno | 24-25-26 novembre 2020 | 24-25-26 novembre 2020 |

## Squadre
| Legenda                                                                  | Legenda            | Legenda           | Legenda                         |
| ------------------------------------------------------------------------ | ------------------ | ----------------- | ------------------------------- |
| I club con numero di tabellone 1-8 sono già qualificati alla fase finale |                    |                   |                                 |
| I club vincitori del quarto turno avanzano alla fase finale              |                    |                   |                                 |
| I club sconfitti nel primo turno,                                        | nel secondo turno, | nel terzo turno e | nel quarto turno sono eliminati |

| Squadre  | Rank    |
| Serie A  | Serie A |
| -------- | ------- |
| Atalanta | 1       |
| Juventus | 2       |
| Inter    | 3       |
| Roma     | 4       |
| Napoli   | 5       |
| Milan    | 6       |
| Sassuolo | 7       |
| Lazio    | 8       |

| Squadre    | Rank    |
| Serie A    | Serie A |
| ---------- | ------- |
| Parma      | 9       |
| Crotone    | 10      |
| Torino     | 11      |
| Benevento  | 12      |
| Spezia     | 13      |
| Udinese    | 14      |
| Sampdoria  | 15      |
| Cagliari   | 16      |
| Verona     | 17      |
| Genoa      | 18      |
| Fiorentina | 19      |
| Bologna    | 20      |

| Squadre      | Rank    |
| Serie B      | Serie B |
| ------------ | ------- |
| Reggina      | 21      |
| Frosinone    | 22      |
| Chievo       | 23      |
| Venezia      | 24      |
| Cremonese    | 25      |
| Salernitana  | 26      |
| L.R. Vicenza | 27      |
| Cittadella   | 28      |
| Empoli       | 29      |
| Lecce        | 30      |
| SPAL         | 31      |
| Pescara      | 32      |
| Reggiana     | 33      |
| Cosenza      | 34      |
| Pordenone    | 35      |
| Monza        | 36      |
| Entella      | 37      |
| Pisa         | 38      |
| Ascoli       | 39      |
| Brescia      | 40      |
| Serie C      |         |
| Trapani      | 41      |
| Perugia      | 42      |

| Squadre            | Rank    |
| Serie C            | Serie C |
| ------------------ | ------- |
| Juve Stabia        | 43      |
| Ternana            | 44      |
| Potenza            | 45      |
| Carpi              | 46      |
| Alessandria        | 47      |
| Monopoli           | 48      |
| Catania            | 49      |
| Bari               | 50      |
| Feralpisalò        | 51      |
| Renate             | 52      |
| Novara             | 53      |
| Livorno            | 54      |
| Südtirol           | 55      |
| Pontedera          | 56      |
| Carrarese          | 57      |
| Catanzaro          | 58      |
| Padova             | 59      |
| Piacenza           | 60      |
| Teramo             | 61      |
| Virtus Francavilla | 63      |
| Arezzo             | 65      |
| Pro Patria         | 67      |
| Avellino           | 69      |
| Modena             | 73      |
| Sambenedettese     | 74      |
| Triestina          | 76      |
| AlbinoLeffe        | 77      |

| Squadre        | Rank    |
| Serie D        | Serie D |
| -------------- | ------- |
| Breno          | 62      |
| Ambrosiana     | 64      |
| Latte Dolce    | 66      |
| Gelbison       | 68      |
| Pineto         | 70      |
| Trastevere     | 71      |
| S.N. Notaresco | 72      |
| Casarano       | 75      |
| Tritium        | 78      |

## Tabellone
|  | Primo turno | Primo turno          | Primo turno |  |  | Secondo turno | Secondo turno      | Secondo turno |  |    | Terzo turno | Terzo turno  | Terzo turno |  |    | Quarto turno     | Quarto turno  | Quarto turno |
|  |             |                      |             |  |  |               |                    |               |  |    |             |              |             |  |    |                  |               |              |
|  | 56          | Pontedera            | 1           |  |  | 25            | Cremonese          | 4             |  |    | 16          | Cagliari     | 1           |  |    |                  |               |              |
|  | 65          | Arezzo               | 2           |  |  | 65            | Arezzo             | 0             |  |    | 25          | Cremonese    | 0           |  |    | 16               | Cagliari      | 2            |
|  | 57          | Carrarese            | 4           |  |  | 24            | Venezia            | 2             |  |    | 17          | Verona (dtr) | 3 (3)       |  | 17 | Verona           | 1             |              |
|  | 64          | Ambrosiana           | 0           |  |  | 57            | Carrarese          | 0             |  |    | 24          | Venezia      | 3 (1)       |  |    |                  |               |              |
|  | 49          | Catania              | 1           |  |  | 32            | Pescara (dtr)      | 1 (8)         |  |    | 9           | Parma        | 3           |  |    |                  |               |              |
|  | 72          | S.N. Notaresco (dts) | 2           |  |  | 72            | S.N. Notaresco     | 1 (7)         |  |    | 32          | Pescara      | 1           |  |    | 9                | Parma         | 2            |
|  | 47          | Alessandria          | 3           |  |  | 34            | Cosenza (dtr)      | 0 (3)         |  |    |             |              |             |  | 34 | Cosenza          | 1             |              |
|  | 74          | Sambenedettese       | 2           |  |  | 47            | Alessandria        | 0 (1)         |  |    | 34          | Cosenza      | 2           |  |    |                  |               |              |
|  | 48          | Monopoli             | 1           |  |  | 33            | Reggiana           | 0             |  | 48 | Monopoli    | 1            |             |  |    |                  |               |              |
|  | 73          | Modena               | 0           |  |  | 48            | Monopoli (tav.)    | 3             |  |    |             |              |             |  |    |                  |               |              |
|  | 52          | Renate               | 2           |  |  | 29            | Empoli             | 2             |  |    | 12          | Benevento    | 2           |  |    |                  |               |              |
|  | 69          | Avellino             | 1           |  |  | 52            | Renate             | 1             |  |    | 29          | Empoli       | 4           |  |    | 29               | Empoli (tav.) | 3            |
|  |             |                      |             |  |  | 40            | Brescia (tav.)     | 3             |  |    |             |              |             |  | 40 | Brescia          | 0             |              |
|  |             |                      |             |  |  | 41            | Trapani            | 0             |  |    | 40          | Brescia      | 3           |  |    |                  |               |              |
|  |             |                      |             |  |  | 39            | Ascoli             | 1             |  | 42 | Perugia     | 0            |             |  |    |                  |               |              |
|  |             |                      |             |  |  | 42            | Perugia            | 4             |  |    |             |              |             |  |    |                  |               |              |
|  | 60          | Piacenza             | 1           |  |  | 21            | Reggina            | 1             |  |    | 20          | Bologna      | 2           |  |    |                  |               |              |
|  | 61          | Teramo               | 2           |  |  | 61            | Teramo             | 0             |  |    | 21          | Reggina      | 0           |  |    | 20               | Bologna       | 2            |
|  | 53          | Novara               | 3           |  |  | 28            | Cittadella         | 3             |  |    | 28          | Cittadella   | 0           |  | 13 | Spezia (dts)     | 4             |              |
|  | 68          | Gelbison             | 1           |  |  | 53            | Novara             | 1             |  |    | 13          | Spezia       | 2           |  |    |                  |               |              |
|  | 54          | Livorno              | 1           |  |  | 27            | L.R. Vicenza (dts) | 3             |  |    | 14          | Udinese      | 3           |  |    |                  |               |              |
|  | 67          | Pro Patria           | 2           |  |  | 67            | Pro Patria         | 2             |  |    | 27          | L.R. Vicenza | 1           |  |    | 14               | Udinese       | 0            |
|  | 59          | Padova               | 2           |  |  | 22            | Frosinone          | 1             |  |    | 19          | Fiorentina   | 2           |  | 19 | Fiorentina (dts) | 1             |              |
|  | 62          | Breno                | 0           |  |  | 59            | Padova             | 3             |  |    | 59          | Padova       | 1           |  |    |                  |               |              |
|  | 51          | Feralpisalò          | 1           |  |  | 30            | Lecce              | 2             |  |    | 11          | Torino (dts) | 3           |  |    |                  |               |              |
|  | 70          | Pineto               | 0           |  |  | 51            | Feralpisalò        | 0             |  |    | 30          | Lecce        | 1           |  |    | 11               | Torino        | 2            |
|  | 44          | Ternana              | 1           |  |  | 37            | Entella            | 2             |  |    |             |              |             |  | 37 | Entella          | 0             |              |
|  | 77          | AlbinoLeffe          | 2           |  |  | 77            | AlbinoLeffe        | 1             |  |    | 37          | Entella      | 3           |  |    |                  |               |              |
|  | 43          | Juve Stabia          | 2           |  |  | 38            | Pisa               | 2             |  | 38 | Pisa        | 1            |             |  |    |                  |               |              |
|  | 78          | Tritium              | 1           |  |  | 43            | Juve Stabia        | 0             |  |    |             |              |             |  |    |                  |               |              |
|  | 50          | Bari                 | 4           |  |  | 31            | SPAL (dtr)         | 0 (4)         |  |    | 10          | Crotone      | 1 (3)       |  |    |                  |               |              |
|  | 71          | Trastevere           | 0           |  |  | 50            | Bari               | 0 (2)         |  |    | 31          | SPAL (dtr)   | 1 (4)       |  |    | 31               | SPAL          | 2            |
|  | 46          | Carpi                | 1           |  |  | 35            | Pordenone          | 3             |  |    |             |              |             |  | 36 | Monza            | 0             |              |
|  | 75          | Casarano (dts)       | 3           |  |  | 75            | Casarano           | 0             |  |    | 35          | Pordenone    | 0 (1)       |  |    |                  |               |              |
|  | 45          | Potenza              | 0           |  |  | 36            | Monza              | 3             |  | 36 | Monza (dtr) | 0 (4)        |             |  |    |                  |               |              |
|  | 76          | Triestina            | 2           |  |  | 76            | Triestina          | 0             |  |    |             |              |             |  |    |                  |               |              |
|  | 55          | Südtirol             | 2           |  |  | 26            | Salernitana        | 3             |  |    | 15          | Sampdoria    | 1           |  |    |                  |               |              |
|  | 66          | Latte Dolce          | 1           |  |  | 55            | Südtirol           | 0             |  |    | 26          | Salernitana  | 0           |  |    | 15               | Sampdoria     | 1            |
|  | 58          | Catanzaro            | 2           |  |  | 23            | Chievo             | 1 (6)         |  |    | 18          | Genoa        | 2           |  | 18 | Genoa            | 3             |              |
|  | 63          | Virtus Francavilla   | 1           |  |  | 58            | Catanzaro (dtr)    | 1 (7)         |  |    | 58          | Catanzaro    | 1           |  |    |                  |               |              |

## Primo turno

### Tabellini
| Arbitro: | Camplone (Pescara) |

|                     |           |               |
| Rover 29’ Polák 34’ | Marcatori | 90+3’ Bianchi |

| Arbitro: | Fourneau (Roma 1) |

|               |           |                          |
| Partipilo 50’ | Marcatori | 40’ Cori 44’ Canestrelli |

| Arbitro: | Rapuano (Rimini) |

|              |           |                         |
| Bruzzone 22’ | Marcatori | 5’ Santoro 23’ Pinzauti |

| Arbitro: | Prontera (Bologna) |

|                |           |                                 |
| Giovannini 74’ | Marcatori | 5’, 103’ Rodríguez 100’ Sansone |

| Arbitro: | Maggioni (Lecco) |

|                                      |           |                               |
| Eusepi 13’, 17’ Arrighini 90’ (rig.) | Marcatori | 25’ Nocciolini 90+4’ Panaioli |

| Arbitro: | Sozza (Seregno) |

|                                       |           |              |
| Schiavi 21’, 39’ (rig.) Buzzegoli 48’ | Marcatori | 7’ Coulibaly |

| Arbitro: | Volpi (Arezzo) |

|                                               |           |  |
| Infantino 2’ Schirò 7’ Rota 9’ Caccavallo 86’ | Marcatori |  |

| Arbitro: | Marini (Roma 1) |

|                               |           |            |
| Casoli 35’ Carlini 45’ (rig.) | Marcatori | 32’ Franco |

| Arbitro: | Meraviglia (Pistoia) |

|              |           |                           |
| Gonnelli 81’ | Marcatori | 17’ Parker 49’ Latte Lath |

| Arbitro: | Paterna (Teramo) |

|           |           |                          |
| Piana 67’ | Marcatori | 52’ Belloni 90+4’ Cutolo |

| Arbitro: | Massimi (Termoli) |

|                                                    |           |  |
| D'Ursi 15’ Marras 23’ Antenucci 36’ Candellone 75’ | Marcatori |  |

| Arbitro: | Marchetti (Ostia Lido) |

|                              |           |               |
| Aldè 45’ (aut.) Mastalli 87’ | Marcatori | 81’ Marzeglia |

| Arbitro: | Gariglio (Pinerolo) |

|                            |           |            |
| Giovinco 10’ Galuppini 74’ | Marcatori | 83’ Burgio |

| Arbitro: | Amabile (Vicenza) |

|                |           |  |
| Ceccarelli 36’ | Marcatori |  |

| Arbitro: | Illuzzi (Molfetta) |

|  |           |                             |
|  | Marcatori | 19’ Maracchi 28’ Di Massimo |

| Arbitro: | Dionisi (L'Aquila) |

|                         |           |  |
| Santini 13’ Ronaldo 74’ | Marcatori |  |

| Arbitro: | Pezzuto (Lecce) |

|              |           |  |
| Paolucci 77’ | Marcatori |  |

| Arbitro: | Santoro (Messina) |

|            |           |                           |
| Biondi 27’ | Marcatori | 56’ Speranza 99’ Cancelli |

### Risultati
| Squadra 1   | Risultato   | Squadra 2          |
| ----------- | ----------- | ------------------ |
| Pontedera   | 1 - 2       | Arezzo             |
| Carrarese   | 4 - 0       | Ambrosiana         |
| Catania     | 1 - 2 (dts) | S.N. Notaresco     |
| Monopoli    | 1 - 0       | Modena             |
| Alessandria | 3 - 2       | Sambenedettese     |
| Renate      | 2 - 1       | Avellino           |
| Novara      | 3 - 1       | Gelbison           |
| Piacenza    | 1 - 2       | Teramo             |
| Livorno     | 1 - 2       | Pro Patria         |
| Padova      | 2 - 0       | Breno              |
| Feralpisalò | 1 - 0       | Pineto             |
| Ternana     | 1 - 2       | AlbinoLeffe        |
| Juve Stabia | 2 - 1       | Tritium            |
| Bari        | 4 - 0       | Trastevere         |
| Carpi       | 1 - 3 (dts) | Casarano           |
| Potenza     | 0 - 2       | Triestina          |
| Südtirol    | 2 - 1       | Latte Dolce        |
| Catanzaro   | 2 - 1       | Virtus Francavilla |

## Secondo turno

### Tabellini
| Arbitro: | Serra (Torino) |

|                                                  |           |  |
| Barillà 23’ Offredi 77’ (aut.) Machín 90’ (rig.) | Marcatori |  |

| Arbitro: | Santoro (Messina) |

|               |           |  |
| Di Chiara 34’ | Marcatori |  |

| Arbitro: | Abbattista (Molfetta) |

|                                          |           |            |
| Iori 16’ (rig.) Rosafio 74’ Ogunseye 79’ | Marcatori | 76’ Panico |

| Arbitro: | Pezzuto (Lecce) |

|                    |                      |                                          |
| Carretta Idda Kone | Tiri di rigore 3 – 1 | Casarini Arrighini Castellano Di Quinzio |

| Arbitro: | Manganiello (Pinerolo) |

|                                                  |           |  |
| Ceravolo 61’ Fiordaliso 81’ Gaetano 90+1’, 90+2’ | Marcatori |  |

| Arbitro: | Camplone (Pescara) |

|               |           |                                 |
| Tabanelli 20’ | Marcatori | 21’, 44’ Della Latta 34’ Soleri |

| Arbitro: | Marini (Roma 1) |

|                        |           |  |
| Sibilli 7’, 50’ (rig.) | Marcatori |  |

| Arbitro: | Di Martino (Teramo) |

|                                                                                         |                      |                                                                                      |
| Riccardi 25’                                                                            | Marcatori            | 34’ Banegas                                                                          |
| Maistro Memushaj Capone Ceter Galano Bellanova Ventola Omeonga Jaroszyński Scognamiglio | Tiri di rigore 8 – 7 | Frulla Cesario Cancelli Bianciardi Banegas Colombatti Lattarulo Blando Gallo Sorrini |

| Arbitro: | Gariglio (Pinerolo) |

|                              |           |            |
| Koutsoupias 30’ Petrović 38’ | Marcatori | 90+2’ Gușu |

| Arbitro: | Massimi (Termoli) |

|              |           |                                             |
| Ghazoini 89’ | Marcatori | 12’ Rosi 24’ Murano 42’ Dragomir 46’ Lunghi |

| Arbitro: | Marchetti (Ostia Lido) |

|                 |           |               |
| Merola 17’, 79’ | Marcatori | 89’ Galuppini |

| Arbitro: | Ayroldi (Molfetta) |

|                                                            |           |                            |
| Giacomelli 45+1’ (rig.) Marotta 92’ (rig.) Vandeputte 108’ | Marcatori | 32’ Parker 113’ Latte Lath |

| Arbitro: | Meraviglia (Pistoia) |

|                                                             |                      |                                                             |
| De Luca 41’                                                 | Marcatori            | 59’ Martinelli                                              |
| Palmiero De Luca Morsay Grubac Mogoș Rigione Zuelli Illanes | Tiri di rigore 6 – 7 | Carlini Curiale Bayeye Martinelli Pinna Garufo Casoli Verna |

| Arbitro: | Robilotta (Sala Consilina) |

|                            |           |  |
| Henderson 69’ Dubickas 88’ | Marcatori |  |

| Arbitro: | Amabile (Vicenza) |

|                                         |           |  |
| Rossetti 20’ Butić 35’ (rig.) Secli 76’ | Marcatori |  |

| Arbitro: | Rapuano (Rimini) |

|                                         |                      |                                               |
| Marchi 85’ (rig.), 112’ (rig.)          | Marcatori            | 60’ Starita 107’ (rig.) Montero               |
| Espeche Gyamfi Marchi Pezzella Radrezza | Tiri di rigore 4 – 3 | Mercadante Santoro Montero Zambataro Paolucci |

| Arbitro: | Paterna (Teramo) |

|                                      |           |  |
| Tutino 53’ Cicerelli 60’ Capezzi 88’ | Marcatori |  |

| Arbitro: | Ros (Pordenone) |

|                  |           |  |
| Johnsen 65’, 90’ | Marcatori |  |

| Brescia 30 settembre 2020, ore 20:00 CEST | Brescia            | 3 – 0 (tav.). referto | Trapani | Stadio Mario Rigamonti\| Arbitro: \| Illuzzi (Molfetta) \| |
| Arbitro:                                  | Illuzzi (Molfetta) |                       |         |                                                            |

| Arbitro: | Sozza (Seregno) |

|                                                   |                      |                                     |
| Sa.Esposito Janković Floccari Se.Esposito Tomović | Tiri di rigore 4 – 2 | Antenucci Marras Candellone Minelli |

### Risultati
| Squadra 1    | Risultato       | Squadra 2      |
| ------------ | --------------- | -------------- |
| Cremonese    | 4 - 0           | Arezzo         |
| Venezia      | 2 - 0           | Carrarese      |
| Pescara      | 1 - 1 (8-7 dtr) | S.N. Notaresco |
| Reggiana     | 0 - 3 (tav.)    | Monopoli       |
| Cosenza      | 0 - 0 (3-1 dtr) | Alessandria    |
| Empoli       | 2 - 1           | Renate         |
| Ascoli       | 1 - 4           | Perugia        |
| Brescia      | 3 - 0 (tav.)    | Trapani        |
| Cittadella   | 3 - 1           | Novara         |
| Reggina      | 1 - 0           | Teramo         |
| L.R. Vicenza | 3 - 2 (dts)     | Pro Patria     |
| Frosinone    | 1 - 3           | Padova         |
| Lecce        | 2 - 0           | Feralpisalò    |
| Entella      | 2 - 1           | AlbinoLeffe    |
| Pisa         | 2 - 0           | Juve Stabia    |
| SPAL         | 0 - 0 (4-2 dtr) | Bari           |
| Pordenone    | 3 - 0           | Casarano       |
| Monza        | 3 - 0           | Triestina      |
| Salernitana  | 3 - 0           | Südtirol       |
| Chievo       | 1 - 1 (6-7 dtr) | Catanzaro      |

## Terzo turno

### Tabellini
| Arbitro: | Prontera (Bologna) |

|               |           |  |
| La Gumina 54’ | Marcatori |  |

| Arbitro: | Manganiello (Pinerolo) |

|                          |           |  |
| Vignato 70’ Orsolini 72’ | Marcatori |  |

| Arbitro: | Massimi (Termoli) |

|                                               |           |             |
| Mancosu 36’ (rig.) Brunori 69’ Cardoselli 80’ | Marcatori | 51’ Palombi |

| Arbitro: | Amabile (Vicenza) |

|                           |                      |                                    |
| Stefani Camporese Scavone | Tiri di rigore 1 – 4 | D'Errico Frattesi Bellusci Barillà |

| Arbitro: | Piccinini (Forlì) |

|                                    |           |               |
| Lyanco 39’ Verdi 109’ (rig.), 112’ | Marcatori | 22’ Stępiński |

| Arbitro: | Giua (Olbia) |

|            |           |  |
| Faragò 69’ | Marcatori |  |

| Arbitro: | Serra (Torino) |

|  |           |                                |
|  | Marcatori | 49’ Verde 63’ (aut.) Benedetti |

| Arbitro: | Marotta (Sapri) |

|                       |           |                 |
| Petrucci 15’ Kone 84’ | Marcatori | 69’ (aut.) Idda |

| Arbitro: | Pezzuto (Lecce) |

|                          |           |                                    |
| Maggio 57’ Moncini 90+1’ | Marcatori | 47’ Olivieri 60’, 66’, 85’ Mancuso |

| Arbitro: | Robilotta (Sala Consilina) |

|                                          |           |  |
| Bisoli 10’ Ayé 25’ (rig.) Mangraviti 71’ | Marcatori |  |

| Arbitro: | Marchetti (Ostia Lido) |

|                                            |                      |                                                  |
| Cigarini 107’ (rig.)                       | Marcatori            | 113’ Seck                                        |
| Siligardi Crociata Molina Golemić Cigarini | Tiri di rigore 3 – 4 | Sa. Esposito Missiroli Sala Se. Esposito Ranieri |

| Arbitro: | Maggioni (Lecco) |

|                  |           |           |
| Scamacca 7’, 64’ | Marcatori | 83’ Fazio |

| Arbitro: | Camplone (Pescara) |

|                                  |                      |                                    |
| Ilić 41’ Salcedo 59’ Vieira 110’ | Marcatori            | 84’ Johnsen 87’ Capello 98’ Modolo |
| Lazović Barák Colley             | Tiri di rigore 3 – 1 | Modolo Johnsen Fiordilino Capello  |

| Arbitro: | Santoro (Messina) |

|                         |           |             |
| Venuti 10’ Callejón 32’ | Marcatori | 55’ Santini |

| Arbitro: | Sozza (Seregno) |

|                               |           |             |
| Karamoh 26’, 43’ Adorante 70’ | Marcatori | 90+1’ Nzita |

| Arbitro: | Rapuano (Rimini) |

|                                          |           |          |
| Forestieri 21’ Deulofeu 60’ Pussetto 64’ | Marcatori | 88’ Gori |

### Risultati
| Squadra 1  | Risultato       | Squadra 2    |
| ---------- | --------------- | ------------ |
| Cagliari   | 1 - 0           | Cremonese    |
| Verona     | 3 - 3 (3-1 dtr) | Venezia      |
| Parma      | 3 - 1           | Pescara      |
| Cosenza    | 2 - 1           | Monopoli     |
| Benevento  | 2 - 4           | Empoli       |
| Brescia    | 3 - 0           | Perugia      |
| Cittadella | 0 - 2           | Spezia       |
| Bologna    | 2 - 0           | Reggina      |
| Udinese    | 3 - 1           | L.R. Vicenza |
| Fiorentina | 2 - 1           | Padova       |
| Torino     | 3 - 1 (dts)     | Lecce        |
| Entella    | 3 - 1           | Pisa         |
| Crotone    | 1 - 1 (3-4 dtr) | SPAL         |
| Pordenone  | 0 - 0 (1-4 dtr) | Monza        |
| Sampdoria  | 1 - 0           | Salernitana  |
| Genoa      | 2 - 1           | Catanzaro    |

Note
1. ↑  Inversione di campo rispetto all'esito del sorteggio.

## Quarto turno

### Tabellini
| Arbitro: | Piccinini (Forlì) |

|                                  |           |  |
| Paloschi 62’ (rig.) Brignola 75’ | Marcatori |  |

| Empoli 25 novembre 2020, ore 14:30 CET | Empoli             | 3 – 0 (tav.). referto | Brescia | Stadio Carlo Castellani\| Arbitro: \| Ayroldi (Molfetta) \| |
| Arbitro:                               | Ayroldi (Molfetta) |                       |         |                                                             |

| Arbitro: | Camplone (Pescara) |

|                   |           |           |
| Brunetta 13’, 39’ | Marcatori | 38’ Corsi |

| Arbitro: | Volpi (Arezzo) |

|                           |           |                                           |
| Barrow 13’ Orsolini 45+1’ | Marcatori | 5’ Piccoli 64’ Farias 100’, 119’ Maggiore |

| Arbitro: | Prontera (Bologna) |

|                        |           |            |
| Cerri 30’ Sottil 90+3’ | Marcatori | 74’ Colley |

| Arbitro: | Serra (Torino) |

|  |           |              |
|  | Marcatori | 112’ Montiel |

| Arbitro: | Paterna (Teramo) |

|                        |           |  |
| Zaza 28’ Bonazzoli 30’ | Marcatori |  |

| Arbitro: | Fourneau (Roma 1) |

|           |           |                               |
| Verre 18’ | Marcatori | 60’, 72’ Scamacca 68’ Lerager |

### Risultati
| Squadra 1 | Risultato    | Squadra 2  |
| --------- | ------------ | ---------- |
| Cagliari  | 2 - 1        | Verona     |
| Parma     | 2 - 1        | Cosenza    |
| Empoli    | 3 - 0 (tav.) | Brescia    |
| Bologna   | 2 - 4 (dts)  | Spezia     |
| Udinese   | 0 - 1 (dts)  | Fiorentina |
| Torino    | 2 - 0        | Entella    |
| SPAL      | 2 - 0        | Monza      |
| Sampdoria | 1 - 3        | Genoa      |

Note
1. ↑  Inversione di campo rispetto all'esito del sorteggio.